# Abel Santa Cruz
Abel Santa Cruz (Buenos Aires, 2 de setembro de 1915 – Mar del Plata, 4 de fevereiro de 1995) foi um roteirista, produtor e autor argentino. Foi um dos importantes roteiristas de rádio e cinema da Argentina. Na televisão, escreveu telenovelas como Chispita e também Carrusel de 1989, que foi inspirada em suas histórias "Cuentos de Jacinta Pichimahuida", publicadas originalmente nos anos 40 na revista "Patoruzú". Morreu em 1995, aos 84 anos, em decorrência de um câncer.

## Adaptações para o Brasil
- Papai Coração - Brasil (1976)
- Pícara Sonhadora -  Brasil (2001)
- Pequena Travessa - Brasil (2002)
- Carrossel - Brasil (2012)
- Carinha de Anjo - Brasil (2016)